# Massacre de 17 de novembro
O Massacre de 17 de Novembro foi um episódio de repressão violenta de tropas republicanas ocorrido em São Luís, Maranhão, em 1889, ligado ao golpe militar que promoveu a Proclamação da República. Uma manifestação composta majoritariamente por ex-escravizados protestava contra o novo regime republicano, temendo pela segurança de D.ª Isabel, Princesa Imperial do Brasil (afinal, o Atentado de julho de 1889, contra o imperador, ocorrera há apenas quatro meses) e temendo também a restauração da escravidão. A reação das forças republicanas resultou em mortes e feridos, em um episódio quase esquecido pela historiografia brasileira entre os séculos XIX e XX.

## Contexto
A notícia da Proclamação da República, ocorrida em 15 de novembro de 1889, chegou a São Luís apenas dois dias depois, por meio do jornal republicano O Globo. A população do local, de maioria afrodescendente e que havia celebrado a Lei Áurea em 1888, temia que o novo regime pudesse reverter as conquistas recentes. Rumores sobre a possível restauração da escravidão levou uma grande multidão às ruas em protesto.

## O Protesto e o Massacre
Em 17 de novembro, entre 2.000 e 3.000 manifestantes marcharam pelas ruas de São Luís, dirigindo-se à sede do jornal O Globo. A multidão, composta por "cidadãos do 13 de Maio" - em termos empregados pelos documentos de época - protestava contra a proclamação da república e em defesa da monarquia. Tropas republicanas, posicionadas para proteger o jornal, abriram fogo contra os manifestantes, resultando em pelo menos quatro mortes e dezenas de feridos, segundo registros oficiais.

## Repressão e Consequências
Os feridos foram levados à Santa Casa da Misericórdia do Maranhão, onde muitos sofreram amputações. Registros do hospital e do cemitério da instituição confirmam que os mortos eram homens solteiros e que os ferimentos indicavam tiros em partes vitais do corpo. Além disso, os detidos, mesmo sendo homens e mulheres libertos, foram submetidos a práticas humilhantes como a raspagem de cabelos e sobrancelhas – castigo comum aplicado a escravizados fugitivos antes da abolição.

## Legado e Memória
O episódio foi curiosamente silenciado na historiografia oficial, e até hoje não aparece nos principais livros didáticos de história. Pesquisadores como Matheus Gato, doutor em Sociologia pela USP, vêm resgatando esses acontecimentos, destacando o massacre como símbolo da ruptura violenta entre o novo regime e os setores populares que apoiavam a monarquia ou ao menos, simpatizavam com tal regime. A repressão de 17 de novembro pode ser interpretada como um dos primeiros atos de coerção física da República nascente, que se consolidou por meio da força e, paradoxalmente, do silenciamento de vozes populares.

## Outros Casos de Violência Republicana
A repressão de novembro de 1889 não se limitou ao Maranhão. No Rio de Janeiro, o Barão de Ladário, monarquista fiel, foi alvejado a tiros pelos golpistas após resistir à uma injusta ordem de prisão. Episódios semelhantes de perseguição a legalistas e militares fiéis ao imperador ocorreram também em outras províncias, indicando que a instalação do regime republicano envolveu extenso uso de violência.